# سيرجي بتروفيتش كوفالتشوك
سيرجي بتروفيتش كوفالتشوك (بالروسية: Ковальчук, Сергей Петрович)‏ هو مدرب كرة قدم ولاعب كرة قدم بيلاروسي في مركز الوسط، ولد في 16 ديسمبر 1973 في برست في بيلاروس. لعب مع دينامو برست.

## وصلات خارجية
- سيرجي بتروفيتش كوفالتشوك على موقع قاعدة بيانات كرة القدم.إي يو (الإنجليزية)
- سيرجي بتروفيتش كوفالتشوك على موقع عالم كرة القدم.نت (الإنجليزية)